# Phoberocyon
Il foberocione (Phoberocyon, Ginsburg 1955) è un grande genere estinto di mammifero carnivoro, vissuto principalmente nel Nord America durante il Miocene e esistito per circa 4,3 milioni di anni. Una specie, Phoberocyon hispanicus, è conosciuta dal Miocene in Spagna.

## Tassonomia
Phoberocyon è stato denominato da Ginsburg (1955). Fu assegnato alla famiglia Ursidae da Ginsburg (1955) e Carroll (1988), e alla sottofamiglia Hemicyoninae da Hunt (1998).

## Morfologia
Due esemplari sono stati esaminati da Legendre e Roth per stimare la massa corporea:
- Esemplare 1: 83 kg (180 lb).
- Esemplare 2: 689,3 kg (1.500 lb).

## Specie
- Phoberocyon hispanicus Ginsburg 7 Morales, 1998
- Phoberocyon dehmi (Ginsburg, 1955)
- Phoberocyon aurelianensis (Mayet, 1908)
- Phoberocyon youngi
- Phoberocyon johnhenryi (Bianco, 1947)
- Phoberocyon huerzeleri Ginsburg, 1955